# Relations entre l'Arménie et la Belgique
Les relations entre l'Arménie et la Belgique sont établies le 10 mars 1992 peu de temps après l'indépendance de l'Arménie vis-à-vis de l'URSS. L'Arménie a une ambassade à Bruxelles tandis que la Belgique est représentée en Arménie par le biais de son ambassade à Moscou (Russie).

## Relations économiques
En 2007, le montant des échanges commerciaux bilatéraux s'élevait à 179,8 millions de dollars (baisse de 6,7 % par rapport à l'année précédente), le montant des exportations belges vers l'Arménie s'élevant à 96,8 millions de dollars et le montant des exportations arméniennes vers la Belgique s'élevant à 82,8 millions de dollars.

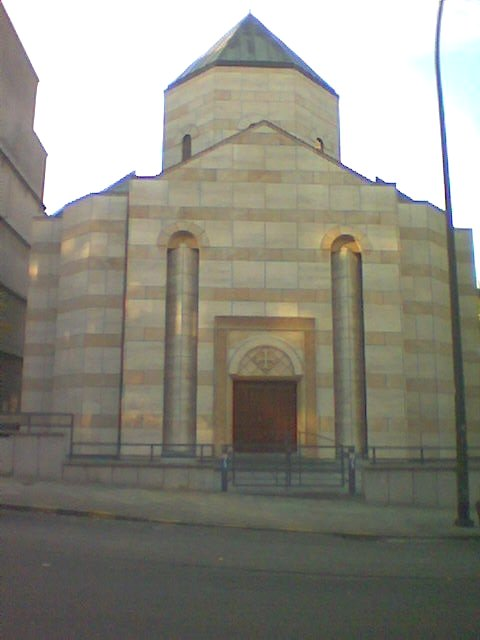
Église arménienne de Sainte Marie Magdalene à Ixelles, Bruxelles.
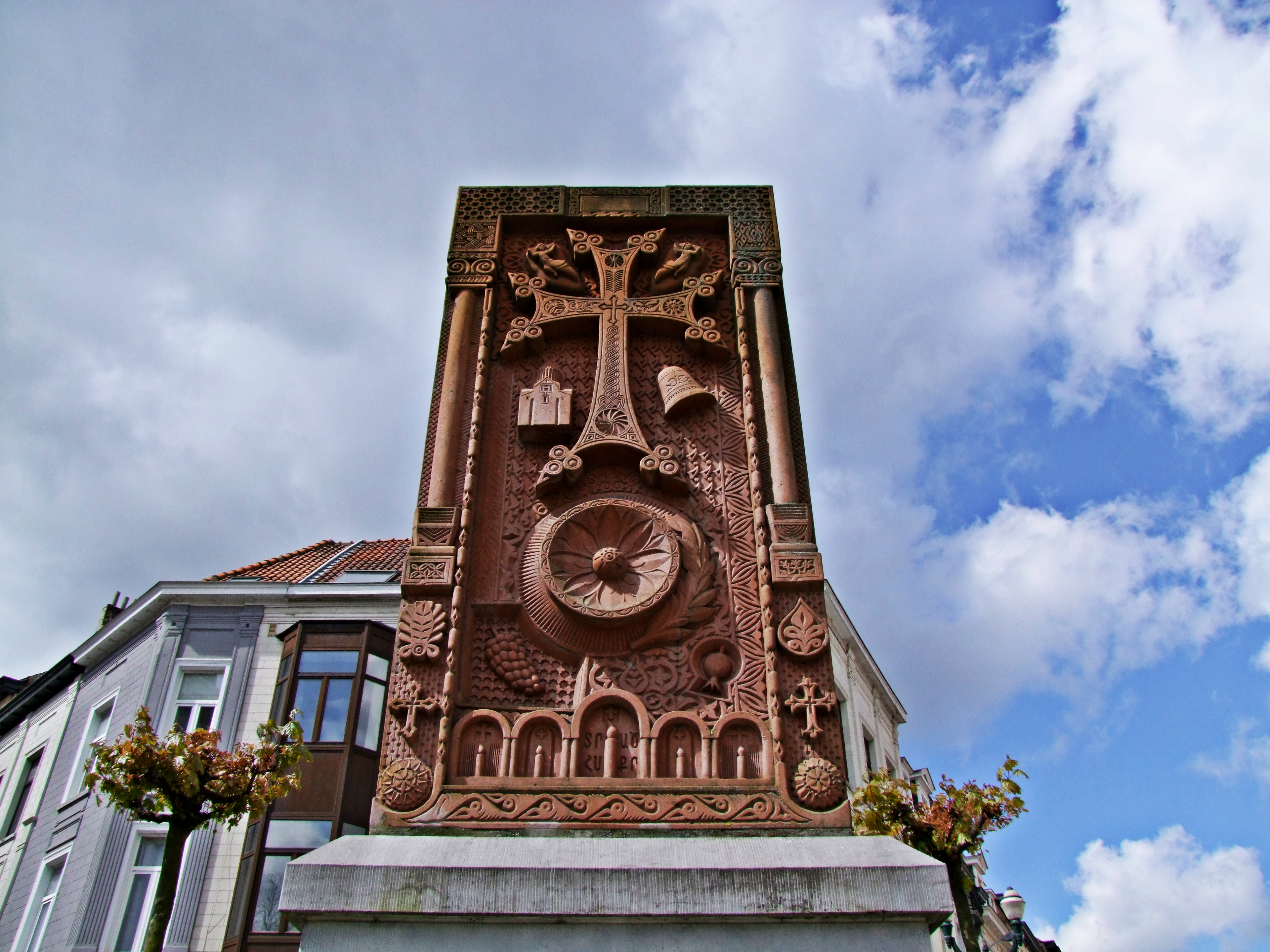
Khatchkar de Bruxelles, rue Washington / rue du Prévôt.
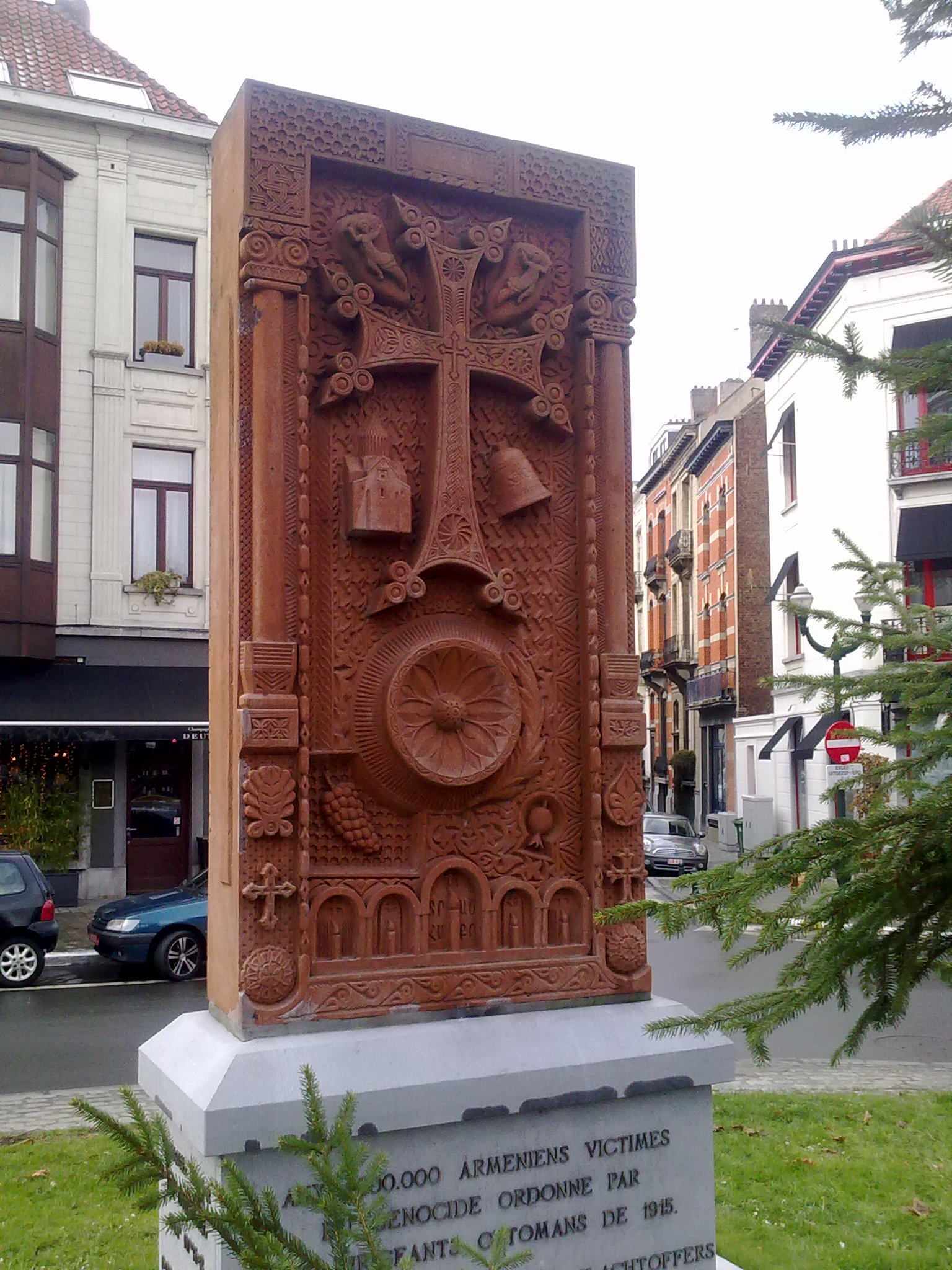
Khatchkar de Bruxelles, rue Washington / rue du Prévôt.
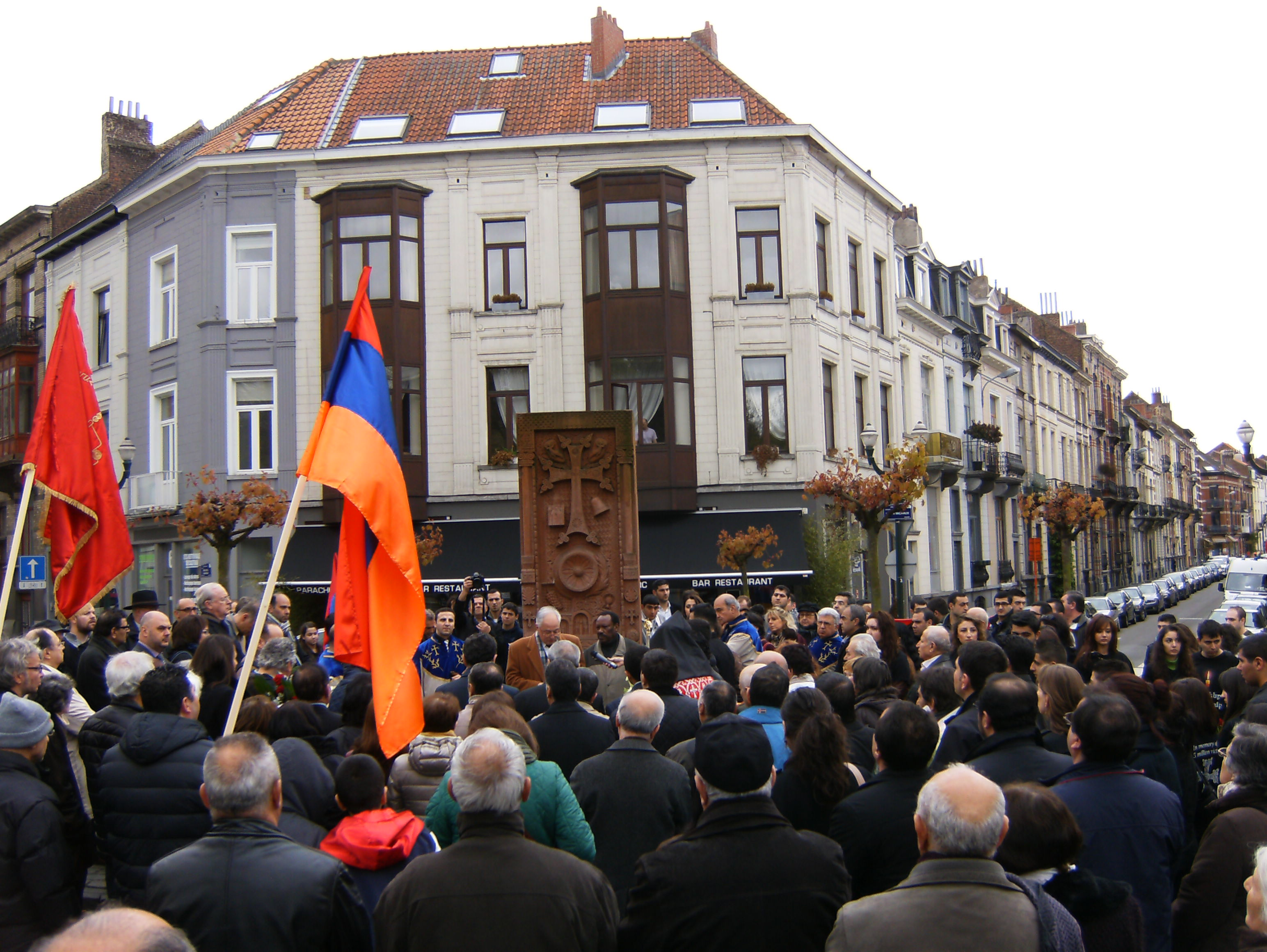
Commémoration du génocide arménien au Khatchkar de Bruxelles en 2012.
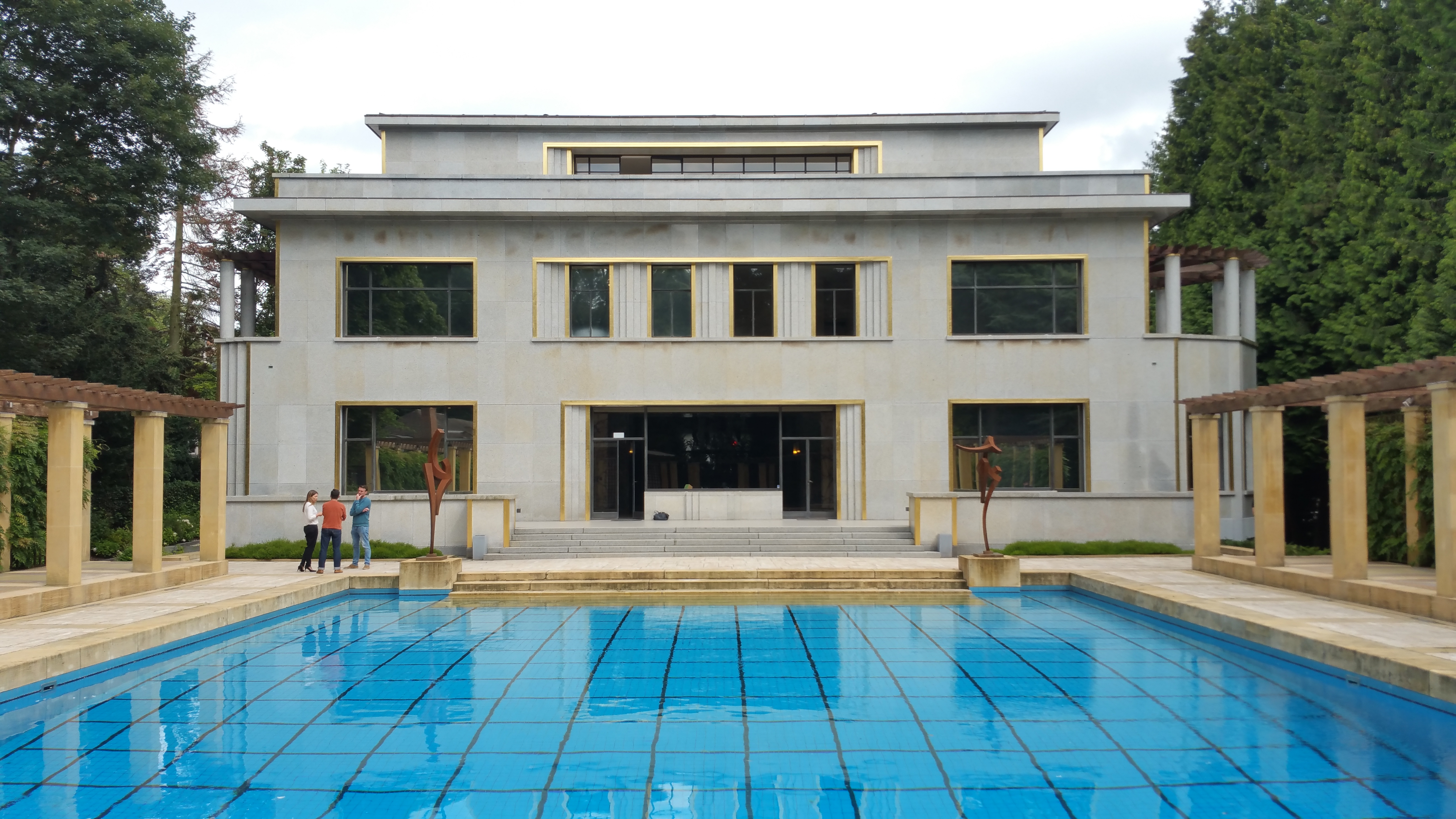
Villa Empain, propriété de la famille belgo-arménienne des barons Empain.